# Ставковик булавоподібний
Ставковик булавоподібний (Lymnaea clavata) — вид черевоногих молюсків.

## Морфологічні ознаки
Черепашка башнеподібна, доволі міцна, з 6–6,5 слабко здутими обертами, які розділені помірно глибокою сутурою (швом). Висота черепашки перевищує її ширину в 2,5–2,6 рази. Останній оберт становить близько 0,6 висоти черепашки. Поверхня черепашки шорстка, але без оформленої скульптури, має лише чіткі лінії зупинки наростання. Устя загострено-яйцеподібне, його висота становить 0,4 висоти всієї черепашки. Пупок у вигляді доволі широкої, але короткої щілини. Висота черепашки — 22–25 мм, довжина — до 25 мм.

## Поширення
Південна Франція, Північна Африка, річки Балтійського моря. 
В межах України знайдено лише в р. Західний Буг. Чисельність виду дуже низька.

## Особливості біології
Вид мешкає на зануреній вищій водній рослинності на невеликій глибині у прибережжі проточних та стоячих водойм.

## Загрози та охорона
Відомостей немає.